# Lemnaphila wirthi
Lemnaphila wirthi är en tvåvingeart som beskrevs av Mercedes Lizarralde de Grosso 1977.
Lemnaphila wirthi ingår i släktet Lemnaphila och familjen vattenflugor. Inga underarter finns listade i Catalogue of Life.